# دالتون (دهانه)
دالتون یک دهانه برخوردی در ماه است.